# Менді Патінкін
Ме́ндель Брюс (Ме́нді) Паті́нкін або Петі́нкін (англ. Mandel Bruce 'Mandy' Patinkin, [pəˈtɪŋkɪn]; нар. 30 листопада 1952, Чикаго, Іллінойс, США) — американський актор і співак.

## Біографія
Народився у Чикаго в єврейській родині. Батько Лестер Патінкін працював на фабриці металевих виробів, мати вела кулінарні програми на телебаченні. Патінкін отримав популярність на Бродвеї, де працює і зараз. У 1980 році він отримав премію «Тоні» як найкращий актор мюзиклу за роль Че у мюзиклі «Евіта». На цю премію він також номінувався у 1984 та 2000 роках.
У кіно Патінкін відомий своєю роллю у фільмі «Регтайм» Мілоша Формана. За нею була роль Джуліуса Розенберга, страченого разом зі своєю дружиною в 1953 році за передачу секретів атомної бомби Радянському Союзу, у фільмі режисера Сідні Люмета «Деніел». Потім Менді Патінкін отримав головну роль у дебютному фільмі Барбри Стрейзанд "Йентл".
У 2005–2007 рр. грав роль агента ФБР Джейсона Гідеона в серіалі "Криміналісти: мислити як злочинець".
У 2011–2020 рр. був зайнятий в одній із ключових ролей у телесеріалі каналу Showtime «Батьківщина», втілюючи образ авторитетного співробітника ЦРУ Соула Беренсона. Після оголошення номінацій на премію «Еммі» у липні 2012 року провідні телекритики висловили подив з приводу відсутності Патінкіна у списку номінованих акторів. За другий сезон телесеріалу Патінкін був утретє у своїй кар'єрі висунутий на премію "Золотий глобус", а також номінувався на "Еммі".
Відомий також виконанням народних та сучасних єврейських пісень на ідиші.
Патінкін одружений, у нього два сини.

## Фільмографія
| Рік       |    | Українська назва                      | Оригінальна назва                    | Роль                                                                               |
| --------- | -- | ------------------------------------- | ------------------------------------ | ---------------------------------------------------------------------------------- |
| 2019      | ф  |                                       | Before You Know It                   | Mel                                                                                |
| 2011—...  | с  | Батьківщина                           |                                      | Сол (Саул) Беренсон (Saul Berenson, головна роль)                                  |
| 2018      | ф  | Життя, яке воно є                     | Life Itself                          | Ірвін Демпсі (Irwin Dempsey), батько Вілла                                         |
| 2017      | ф  | Диво                                  | Wonder                               | пан Тушмен (Mr. Tushman)                                                           |
| 2017      | ф  | Смурфики: Загублене містечко          |                                      | Тато Смурфик (Papa Smurf, голос)                                                   |
| 2016      | ф  |                                       | La reina de España                   | Jordan Berman                                                                      |
| 2016      | ф  |                                       | Ali and Nino                         | Gregor Kipiani                                                                     |
| 2015      | с  |                                       | Nina's World                         | Mr. Lambert (1 епізод)                                                             |
| 2014      | ф  |                                       | Wish I Was Here                      | Gabe                                                                               |
| 2013      | ф  | Здійнявся вітер                       | яп. 風 立ち ぬ                       | Hattori (голос в англомовній версії)                                               |
| 2011      | с  |                                       | Wonder Pets!                         | Groundhog (1 епізод)                                                               |
| 2011      | ф  | Джок                                  | Jock                                 | Безіл (Basil, голос)                                                               |
| 2010      | с  |                                       | The Whole Truth                      | (1 епізод)                                                                         |
| 2010      | ф  |                                       | 4.3.2.1.                             | Sir Jago Larofsky                                                                  |
| 2009      | с  |                                       | Three Rivers                         | Victor (1 епізод)                                                                  |
| 2008      | вг | «Принцеса-наречена» (комп'ютерна гра) | The Princess Bride Game              | Inigo Montoya (голос)                                                              |
| 2007      | в  |                                       | The Art of Fencing                   |                                                                                    |
| 2005—2007 | с  | Криміналісти: мислити як злочинець    | Criminal Minds                       | Джейсон Гідеон (Jason Gideon, головна роль 1—3 сезонів, 47 епізодів)               |
| 2006      | ф  |                                       | Everyone's Hero                      | Stanley Irving (голос)                                                             |
| 2006      | ф  |                                       | Choking Man                          | Rick                                                                               |
| 2003—2004 | с  | Мертві, як я                          | Dead Like Me                         | Rube Sofer (29 епізодів)                                                           |
| 2004      | тф |                                       | NTSB: The Crash of Flight 323        | Al Cummings                                                                        |
| 2003      | ф  |                                       | Frankie and Johnny Are Married       | Mandy Patinkin                                                                     |
| 2003      | с  | Закон і порядок                       | Law & Order                          | Levi 'The Griffin' March / Glenn Fordyce (1 епізод)                                |
| 2002      | ф  | Біжи, Ронні, біжи                     | Run Ronnie Run                       | Mandy Patinkin                                                                     |
| 2001      | ф  | Піньєро                               | Piñero                               | Joseph Papp                                                                        |
| 2001      | с  |                                       | Boston Public                        | Isaac Rice (1 епізод)                                                              |
| 2001      | с  |                                       | Touched by an Angel                  | Satan (1 епізод)                                                                   |
| 1994—2000 | с  | Чиказька надія                        | Chicago Hope                         | Dr. Jeffrey Geiger (60 епізодів)                                                   |
| 1999      | ф  | Пригоди Елмо в Брудляндії             | The Adventures of Elmo in Grouchland | Huxley                                                                             |
| 1999      | тф |                                       | Strange Justice                      | Kenneth Duberstein                                                                 |
| 1998      | мс |                                       | Hercules                             | Гіппократ (Hippocrates, голос, 1 епізод)                                           |
| 1998      | ф  |                                       | Lulu on the Bridge                   | Philip Kleinman                                                                    |
| 1997      | ф  |                                       | Men with Guns                        | Andrew                                                                             |
| 1997      | тф |                                       | The Hunchback                        | Quasimodo                                                                          |
| 1996      | тф |                                       | Broken Glass                         | Dr. Harry Hyman                                                                    |
| 1995      | с  | Убивчий відділ                        | Homicide: Life on the Street         | Dr. Jeffrey Geiger (1 епізод)                                                      |
| 1995      | с  |                                       | The Larry Sanders Show               | Mandy Patinkin (1 епізод)                                                          |
| 1995      | мс | Сімпсони                              | The Simpsons                         | Г'ю Сент-Джон Аластар Паркфілд (Hugh St. John Alastair Parkfield, голос, 1 епізод) |
| 1994      | с  |                                       | Picket Fences                        | Dr. Jeffrey Geiger (1 епізод)                                                      |
| 1994      | ф  |                                       | Squanto: A Warrior's Tale            | Brother Daniel                                                                     |
| 1993      | ф  |                                       | Life with Mikey                      | Irate Man                                                                          |
| 1993      | ф  |                                       | The Music of Chance                  | Jim Nashe                                                                          |
| 1991      | ф  |                                       | The Doctor                           | Dr. Murray Kaplan                                                                  |
| 1991      | ф  | Експромт                              | Impromptu                            | Альфред де Мюссе (Alfred De Musset)                                                |
| 1991      | ф  |                                       | True Colors                          | John Palmeri                                                                       |
| 1990      | ф  |                                       | Dick Tracy                           | 88 Keys                                                                            |
| 1988      | ф  | Нація прибульців                      | Alien Nation                         | Sam Francisco                                                                      |
| 1988      | ф  | Будинок на Керролл-стріт              | The House on Carroll Street          | Salwen                                                                             |
| 1987      | ф  | Принцеса-наречена                     | The Princess Bride                   | Ініго Монтойя (Inigo Montoya)                                                      |
| 1986      | мф | Небесний замок Лапута                 | яп. 天空の城ラピュタ                 | Луїс, (Louis, голос в англомовній версії)                                          |
| 1986      | с  |                                       | American Playhouse                   | Georges Seurat (1 епізод)                                                          |
| 1985      | ф  |                                       | Maxie                                | Nick                                                                               |
| 1983      | ф  | Єнтл                                  | Yentl                                | Авігдор (Avigdor)                                                                  |
| 1983      | ф  |                                       | Daniel                               | Paul Isaacson                                                                      |
| 1981      | ф  |                                       | Ragtime                              | Tateh                                                                              |
| 1980      | ф  |                                       | Night of the Juggler                 | Allesandro the Cabbie                                                              |
| 1979      | ф  |                                       | French Postcards                     | Sayyid                                                                             |
| 1979      | ф  |                                       | Last Embrace                         | First Commuter                                                                     |
| 1979      | тф |                                       | Charleston                           | Beaudine Croft                                                                     |
| 1978      | с  |                                       | Taxi                                 | Alan (1 епізод)                                                                    |
| 1978      | ф  |                                       | The Big Fix                          | Pool Man                                                                           |
| 1978      | тф |                                       | That Thing on ABC                    | Performer                                                                          |